# Dani (Indonesia)
I Dani, chiamati anche Ndani, sono un gruppo etnico che vive negli altipiani centrali della Nuova Guinea Occidentale, nella provincia autonoma indonesiana di Papua.
Sono uno dei popoli più conosciuti dell'isola di Nuova Guinea, grazie al numero relativamente alto di turisti che visitano annualmente la valle del Baliem, dove sono il gruppo etnico predominante. Il nome con cui sono conosciuti deriva probabilmente dal termine Ndani, usato per riferirsi a loro dai vicini popoli Moni o Damal; il termine è diventato comune presso gli occidentali, anche se gli individui del popolo a cui è riferito non lo hanno mai usato per definire loro stessi. Il primo vero contatto di questo popolo con un esploratore occidentale avvenne durante la spedizione dell'americano Richard Archbold nel 1938.

## Storia
Poco si conosce della storia dei Dani, che non parlano una lingua appartenente al gruppo austronesiano; la loro sviluppata tecnica di orticoltura ha fatto supporre una loro lunga permanenza nella valle del Baliem, ma altre ipotesi più recenti suppongono che il passaggio da un sistema di caccia e raccolta a uno basato sulla coltivazione della patata dolce sia un evento degli ultimi due secoli. I bordi degli altipiani furono raggiunti nei primi decenni del XX secolo da alcune spedizioni olandesi e australiane, che però non penetrarono all'interno. La mattina del 23 giugno 1938, sorvolando la Nuova Guinea con l'idrovolante a scafo Guba, l'esploratore statunitense Richard Archbold scoprì una valle densamente popolata lunga 65 km e larga 16 km di cui non si conosceva ancora l'esistenza, che chiamò Grand Valley; poco più tardi invio due squadre guidate da soldati olandesi, che partirono dai lati opposti della valle del Baliem per incontrarsi al centro del territorio. A parere del paleontologo Tim Flannery fu l'ultimo contatto nella storia del Pianeta tra la civiltà occidentale e un'altra civiltà autonomamente evoluta e precedentemente sconosciuta.
Nel 1945 un aereo militare americano si schiantò nel mezzo della valle, che era stata soprannominata dai piloti Shangri-La perché vista dall'alto ricordava loro la celebre leggenda della valle felice nascosta in Himalaya; i tre sopravvissuti all'incidente, due uomini e una donna, furono accolti in un villaggio Dani e recuperati due mesi dopo da una missione di soccorso. Nel 1961 una spedizione promossa dal Museo Peabody e dall'Università di Harvard passò diversi mesi nell'area; ne facevano parte anche l'antropologo e cineasta Robert Gardner, che dall'esperienza ricavò il documentario Dead Birds, e il fotografo Michael Rockefeller, che scomparve pochi mesi dopo durante una nuova spedizione etnografica presso il vicino popolo Asmat.

## Cultura
Gli uomini indossano un astuccio penico chiamato holim; spesso coprono la regione anale con cordicelle o liste pendenti da una cordicella attorno alla vita, per evitare l'entrata di spiriti maligni. Durante le cerimonie o in guerra possono adornare il corpo con piume colorate, copricapi e bracciali di pelliccia o altri oggetti che permettano loro di emulare gli uccelli. Le donne coprono i genitali e le natiche con corte gonne di canna, di corteccia o di altre fibre vegetali; in alcune aree, dopo il matrimonio indossano un gonnellino colorato composto da fibre di orchidea che testimonia il loro status di donne sposate. Una o più reti pendenti da fasce dislocate attorno al capo coprono la schiena fino alle natiche; l'area dello sterno è in genere coperta da ornamenti pendenti da una cordicella attorno al collo, che hanno lo scopo di proteggere dagli spiriti.
Nel 1970, l'antropologo Karl Heider, dopo aver passato 26 mesi tra gli individui di questo popolo, ne descrisse la società non ancora pesantemente influenzata dall'incontro con il mondo occidentale nella sua opera The Dugum Dani: A Papuan Culture in the Highlands of West New Guinea. L'alimento base dei Dani è la patata dolce; negli orti circostanti i villaggi vengono coltivati altri due tuberi, il taro e l'igname, oltre al banano. Il più importante animale domestico è il maiale, il cui allevamento costituisce uno dei maggiori aspetti della cultura Dani: una delle prime responsabilità di un individuo giovane è quella di accudire la mandria di famiglia, e il possesso e l'esibizione di un numero consistente di suini costituisce per un uomo motivo di prestigio. La carne di maiale è però consumata raramente, in particolar modo nelle cerimonie importanti che celebrano nascite, matrimoni, guarigioni e funerali. La caccia è poco praticata, ed è rivolta a piccoli marsupiali, piccoli roditori e uccelli; questi ultimi sono ricercati più per le loro piume che per la loro carne.
La famiglia è di norma costituita da un uomo con una o due mogli e i figli in minore età. La poliginia è consentita, ma l'indipendenza delle donne e il costo dei matrimoni la rendono difficile, e quindi limitata. Raramente le donne hanno più di due figli. I rapporti extramatrimoniali e l'incesto sono vietati e deprecati. I villaggi di diverse aree stringono tra loro delle alleanze, che non sono stabili e possono essere rotte o sovvertite. Normalmente la guerra coinvolge un'intera alleanza; quando due alleanze contrapposte cominciano a battersi, tuttavia, le altre alleanze possono aggiungersi nella lotta. I trofei di guerra vengono di solito lasciati all'uomo più importante dell'alleanza, a cui di fatto spetta la responsabilità dei rituali di guerra, e questo può causare spaccature nelle confederazioni per motivi di invidia con conseguente rovesciamento delle alleanze. L'appartenenza di un individuo ad una confederazione in genere dipende dalla residenza, ma nulla vieta ad un membro di un'alleanza, magari per frizioni di tipo personale, di raggiungere una diversa confederazione e svolgere qualche servizio per la nuova comunità prima di essere accettato da essa.
Non esistono leadership strutturate, ma le alleanze riconoscono alcuni uomini di maggiore influenza, il cui rispetto può essere dovuto al numero di nemici ucciso in battaglia, al numero di mogli o di maiali o al numero di individui giovani che si spostano a vivere nel suo gruppo. Al di là dell'età, del sesso e dello status di persona sposata non esistono altre distinzioni tra i Dani; come forma riflessa di questo sostanziale egualitarismo, non esistono grandi diversità di abbigliamento.
I Dani hanno uno scarso numero di utensili, composti di pietra, d'osso e di bambù. Il principale, l'ascia di pietra, serve loro per tagliare alberi, intagliare bastoni, piallare assi e spezzare le ossa dei maiali durante la macellazione. Gli uomini usano portare in un retino, oltre all'ascia, delle zanne di maiale, dei punteruoli d'osso, delle selci scheggiate e dei coltelli di bambù. I lavori di orticoltura vengono effettuati con dei bastoni; l'arrivo del metallo, portato dagli occidentali, li ha indotti recentemente ad adottare delle pale d'acciaio per i lavori di semina. Le armi sono lance e archi con frecce di legno, costruite da loro stessi con strumenti in pietra.

## Religione
Le prime missioni, la maggior parte delle quali cristiane protestanti, raggiunsero la valle del Baliem alla metà del XX secolo. Da quel momento molti Dani si sono convertiti al cristianesimo, mentre altri hanno rifiutato il nuovo credo. Le antiche tradizioni animiste stanno scomparendo, soprattutto presso gli individui più giovani.
La religione tradizionale dei Dani è stata definita da Heider un insieme di indeterminatezze che creano un approccio con il soprannaturale di tipo casuale, se non empio. Nel loro credo originario, il mondo è pieno di esseri soprannaturali, la maggior parte dei quali antropomorfi; tra di essi hanno una particolare rilevanza gli spiriti dei defunti, capaci di attaccare gli individui viventi. Per placarli, occorre offrire beni o ammazzare maiali o nemici; una volta compiute queste azioni bisogna avvertire gli spiriti tramite l'esibizione dei beni, i canti e le danze. La morte di una persona dà inizio a una serie di riti che si prolungano per anni, nell'intenzione di placare la sua anima. L'ultima fase di un funerale è rappresentata dalla “festa del maiale” (ebe akho), la più importante delle cerimonie, nella quale, oltre a sacrificare un elevato numero di suini, si festeggiano anche i matrimoni e l'iniziazione dei ragazzi alla vita adulta.
Un tema importante, sviluppato da Robert Gardner nel suo documentario Dead Birds, riguarda la comparazione tra uomo e uccello: per la mitologia dei Dani uomini e uccelli una volta vivevano insieme, prima di essere separati. Dopo la separazione, ogni clan ha mantenuto una relazione con un particolare uccello. Nei funerali, i partecipanti si adornano di piume colorate, rievocando un episodio della mitologia Dani, secondo il quale la morte di un uccello ha mostrato il modello da seguire al primo uomo, chiamato Nakmatugi, decretandone così la mortalità.

## Popolazione e lingua
Con il termine Dani ci si riferisce normalmente alle popolazioni che abitano la cosiddetta Grand Valley; strettamente imparentati a loro ci sono i Lani, chiamati a volte Western Dani, così come altri gruppi etnici con un numero esiguo di individui (Hupla, Walak e Nggem). La lingua parlata viene suddivisa in tre gruppi dialettali; con qualche differenza tra le fonti, il numero totale di parlanti è indicato attorno alle 100000 unità.
La lingua Dani è inserita nel raggruppamento di famiglie trans-Nuova Guinea, e più precisamente nella famiglia delle lingue dani-kwerba.
Una particolarità del linguaggio Dani, sulla quale sono stati compiuti numerosi studi, è il fatto che esistono due soli termini per indicare l'intera gamma di colori: mili per i colori scuri e freddi e mola per i colori chiari e caldi. Alcuni toni intermedi, a seconda dell'individuo, vengono posti nell'una o nell'altra categoria.